# Baltinglass
Baltinglass (in irlandese: Bealach Conglais) è una cittadina nella contea di Wicklow, in Irlanda.